# Mamma Mia! (film)
Mamma Mia! je ameriška glasbeno romantična komedija, ki so ga posneli po istoimenskem mjuziklu in ga uprizorili na znamenitem gledališču West End na glasbo skupine ABBA in še nekaj nove glasbe Bennyja Andersona. Film je požel velik uspeh v kinodvoranah po ZDA, saj je v prvem tednu predvajanja zaslužil največ v zgodovini glasbenih filmov.

## Vsebina
Skozi film odpojejo vse njihove pesmi, ki se skladajo z vsebino filma. 20-letna Sophie Sheridan (Amanda Seyfried) živi s svojo mamo Donno (Meryl Streep) na majhnem grškem otoku imenovanem Kalkairi, kjer tudi vodi majhen družinski hotel. Sophie se namerava poročiti s Skyjem (Dominic Cooper) in si želi, da bi jo oddal njen oče, ki pa ga ne pozna. Ko prebere materin dnevnik izpred 20 let, sklepa, da je to izmed treh moških, ki so bili takrat z njeno materjo: Sam Carmichael (Pierce Brosnan), Harry Bright (Colin Firth) ali Bill Anderson (Stellan Skarsgård).
Ne da bi povedala materi, jih povabi k sebi in skrije na podstrešje. Ko to odkrije Donna, nad tem ni nič kaj navdušena in jih odžene. Vendar pa oni čakajo potencialno hčer na ladji in se z njo dobivajo. Tudi oni doživijo šok, ko izvejo, da so morda očetje. Vsi se trudijo po svojih najboljših močeh in kar največ prispevati k poroki. Vendar pa Donna ni navdušena nad njeno poroko, češ da je še premlada. Zato se spreta, potem pa še Sky začne dvomiti o tej poroki...
Na koncu vendar gredo na poroko, a kaj kmalu zaročenca ugotovita, da sta še premlada za zakonski stan. Sophie pa se sprijazni s tem, da ima kar tri morebitne očete, vsakega tretjino. Ker pa bi bilo škoda odpovedati poroko, se vzameta kar Donna in Sam.

## Igralska zasedba
| Igralec                         | Vloga           | Lik Opis                                                                                       |
| ------------------------------- | --------------- | ---------------------------------------------------------------------------------------------- |
| Meryl Streep                    | Donna Sheridan  | Sophijina mama, lastnica hotela Villa Donna. Samova žena na koncu.                             |
| Amanda Seyfried                 | Sophie Sheridan | Donnina hčerka in Skyjeva zaročenka.                                                           |
| Pierce Brosnan                  | Sam Charmichael | Sophijin možni oče, Donnin mož in ameriški arhitekt.                                           |
| Julie Walters                   | Rosie Mulligan  | Ena izmed Donninih bivših sopevk v bandu Donna in diname, neporočena avtorica kuharske knjige. |
| Christine Baranski              | Tanya Wilkinson | Druga bivša sopevka iz Donninega banda, bogataška trikratna ločenka.                           |
| Colin Firth                     | Harry Bright    | Sophijin možni oče in britanski bankir.                                                        |
| Stellan Skarsgård               | Bill Anderson   | Sophijin možni oče, švedski popotnik in pisatelj.                                              |
| Dominic Cooper                  | Sky             | Sophijin zaročenec, oblikoval je spletno stran hotela.                                         |
| Enzo Squillino Jr.              | Gregoris        | Eden izmed Donninih uslužbencev.                                                               |
| Philip Michael                  | Pepper          | Skyjeva priča, zaljubljen je v Tanyo.                                                          |
| Ashley Lilley & Rachel McDowall | Ali & Lisa      | Sophijini najboljši prijateljici in njeni družici.                                             |
| Benny Andersson                 |                 | Pianist med pesmijo "Dancing Queen"                                                            |
| Björn Ulvaeus                   | Grški bog       |                                                                                                |
| Rita Wilson                     | Grška boginja   |                                                                                                |

## Glasba
1. "I Have a Dream" - Sophie
2. "Honey, Honey" - Sophie
3. "Money, Money, Money" - Donna, Tanya, in Rosie
4. "Mamma Mia" - Donna
5. "Chiquitita" - Tanya in Rosie
6. "Dancing Queen" - Donna, Tanya, in Rosie
7. "Our Last Summer" - Sophie, Sam, Harry, in Bill
8. "Lay All Your Love on Me" - Sky in Sophie
9. "Super Trouper" - Donna, Tanya, in Rosie
10. "Gimme! Gimme! Gimme!" - zasedba
11. "The Name of the Game" - Sophie and Bill (neprikazano, samo na DVD)
12. "Voulez-Vous" - zasedba
13. "SOS" - Sam in Donna
14. "Does Your Mother Know" - Tanya, Pepper, in Fantje
15. "Slipping Through My Fingers" - Donna and Sophie
16. "The Winner Takes It All" - Donna
17. "I Do, I Do, I Do, I Do, I Do" - Donna, Sam, in Company
18. "When All is Said and Done" - Sam in Družba
19. "Take a Chance on Me" - Rosie in Bill
20. "Mamma Mia" (Reprise) - zasedba
21. "Dancing Queen" - Donna, Tanya in Rosie
22. "Waterloo" - zasedba
23. "Thank You for the Music" - Sophie

## Snemanje
Večinoma je potekalo na majhnih grških otokih, kot sta Skopelos in Skiathos (avgusta/septembra 2007). Zaliv Kastani na zahodni obali je bil glavno prizorišče. Ostali deli filma so bili posneti v Pinewood Studios v Veliki Britaniji, kjer so lahko kontrolirali svetlobo in temperaturo.